# 8635 Yuriosipov
A 8635 Yuriosipov (ideiglenes jelöléssel 1985 PG2) a Naprendszer kisbolygóövében található aszteroida. Nyikolaj Sztyepanovics Csernih fedezte fel 1985. augusztus 13-án.